# Annie Morrill Smith
Pour les articles homonymes, voir Smith et Morrill.
Annie Elizabeth Morrill Smith est une botaniste américaine, née le 13 février 1856 à Brooklyn et morte en 1946.
Elle fait ses études à New York au Packer Collegiate Institute. Autodidacte en botanique, elle s’intéresse aux mousses et participe à la vie de plusieurs sociétés savantes dont la Genealogy Society, la Sullivant Moss Society (qu’elle préside en 1920), la Wild Flower Preservation Society et d’autres. Elle fait paraître notamment The Bryologist en 1956.

## Source
- Marilyn Ogilvie et Joy Harvey (dir.) (2000). The Biographical Dictionary of Women in Science. Pionneering Lives from Ancient Times to the Mid-20th Century, deux volumes, Routledge (New York) : 47-48.  (ISBN 0-415-92038-8)